# Wish You Were Here (Pink Floyd)
"Wish You Were Here" je naslovna pjesma devetog studijskog albuma grupe Pink Floyd objavljenog u rujnu 1975.g. Riječi pjesme govore o autorovom (Roger Waters) osjećaju otuđenja od drugih ljudi, a kao i veći dio albuma, odnosi se na bivšeg člana grupe Syd Barretta.
Ideju za glavni riff dobio je David Gilmour prebirući akustičnu gitaru u svom domu, te u pauzama snimanja albuma, a Waters je već imao dio teksta te su zajednički kompletirali pjesmu.

## Kompozicija
Na originalnoj verziji s albuma, pjesma se nastavlja iz prethodne ("Have a Cigar") kao da netko tražeći prolazi kroz nekoliko radio-postaja, dok se ne zaustavi na jednoj na kojoj upravo počinje "Wish You Were Here". Zvukovi radija su snimljeni na Gilmourovom auto-radiju. Uvod je odsviran na 12-žičanoj gitari, snimateljski obrađen kao da je odsviran kroz stari tranzistorski radio, a zatim je dosnimljen punim zvukom akustični gitarski solo. Time je postignuta namjera da taj uvodni dio zvuči kao da gitarist u svojoj sobi svira uz radio.
Na kraju snimke završni Gilmourov solo se stapa sa zvučnim efektom vjetra i prelazi u drugu sekciju višedjelne suite "Shine On You Crazy Diamond".

## Izvođači
- Roger Waters - Fender bass gitara, zvučni efekti
- David Gilmour - 6 i 12-žičane akustične gitare, pedal steel gitara, zvučni efekti, vodeći i prateći vokali
- Richard Wright - Steinway piano, Mini-Moog Synthesizeri
- Nick Mason - Bubnjevi, zvučni efekti